# Hamburger SV
Hamburger Sport-Verein e. V. là một câu lạc bộ thể thao nổi tiếng của Đức có trụ sở tại thành phố Hamburg, Đức và nổi tiếng nhất là đội bóng đá của câu lạc bộ. Đây là một trong những câu lạc bộ lâu đời, nổi tiếng, giàu thành tích và có lượng người hâm mộ lớn nhất tại Đức.
Sân nhà của Hamburg là sân Volksparkstadion ở Bahrenfeld, một quận phía tây của Hamburg, với sức chứa 57,000 chỗ ngồi.
Linh vật của đội bóng là Dino Hermann (Khủng long Hermann).
Màu sắc chính thức của câu lạc bộ là xanh lam, trắng và đen nhưng trang phục thi đấu sân nhà của đội là áo trắng và quần đùi đỏ. Vì vậy mà biệt danh phổ biến của Hamburg là "die Rothosen" (Quần đùi đỏ). Ngoài ra vì là một trong những câu lạc bộ lâu đời nhất của Đức, Hamburg còn được gọi là der Dinosaurier (Khủng long).
Hamburg là một trong những câu lạc bộ thể thao lớn nhất ở Đức với hơn 85,000 thành viên chính thức, và được tạp chí Forbes của Mỹ xếp hạng trong top 20 câu lạc bộ bóng đá giá trị nhất thế giới.
Hamburg từng giữ kỷ lục là đội duy nhất chưa từng xuống hạng khi thi đấu tại Giải vô địch bóng đá Đức (1.Bundesliga) cho đến khi chính thức xuống hạng vào mùa giải 2017/18 và cũng là câu lạc bộ Đức duy nhất chưa xuống hạng ở giải vô địch Đức tiền Bundesliga từ năm 1919 đến 1963.
Hamburg vô địch Đức 6 lần, DFB-Pokal 3 lần và 2 League Cup. Thời kỳ hoàng kim của CLB là giai đoạn thập niên 80, dưới sự chỉ đạo của huyền thoại Ernst Happel, HSV vô địch Cúp C2 châu Âu 1976-77 (tiền thân của UEFA Europa League) và đỉnh cao là Cúp C1 châu Âu năm 1983 (tiền thân của UEFA Champions League) khi đánh bại Juventus với tỉ số 1-0 với pha ghi bàn của tiền vệ tuyển Tây Đức Felix Magath. Ngôi sao của đội khi đó bao gồm Kevin Keegan, Horst Hrubesch, Manfred Kaltz, Thomas von Heesen, Wolfgang Rolff và Felix Magath.

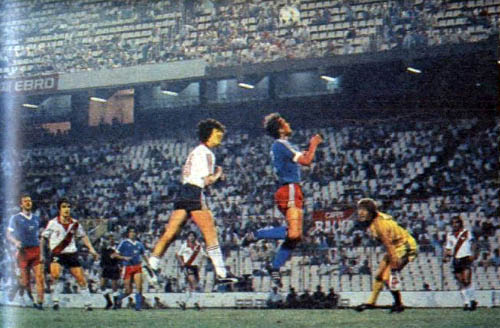
Hamburg (áo xanh) đối đầu với River Plate năm 1984

Huyền thoại số 1 của đội bóng là Uwe Seeler.

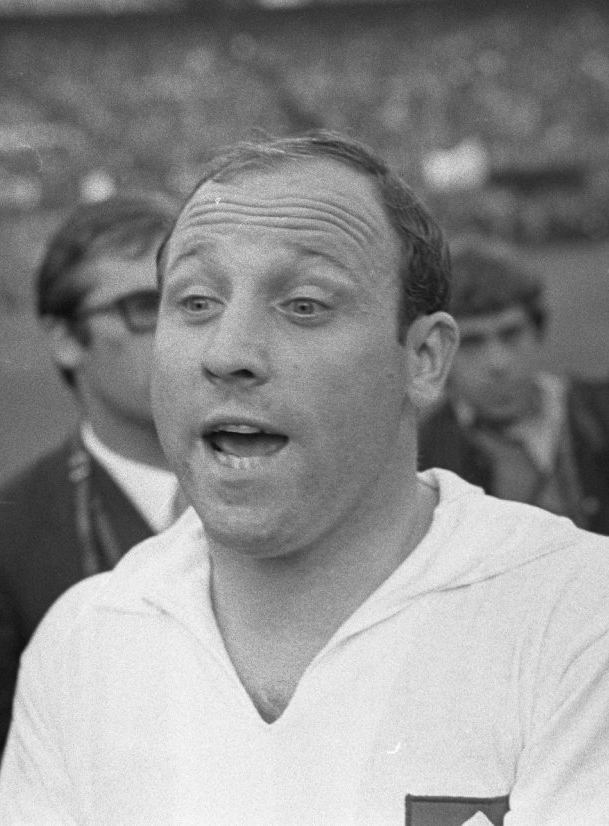
Uwe Seeler năm 1968 cùng Hamburg

HSV có đối thủ truyền kiếp là SV Werder Bremen, được gọi là Nordderby (Derby phương Bắc), và FC St. Pauli, được gọi là derby Hamburg.

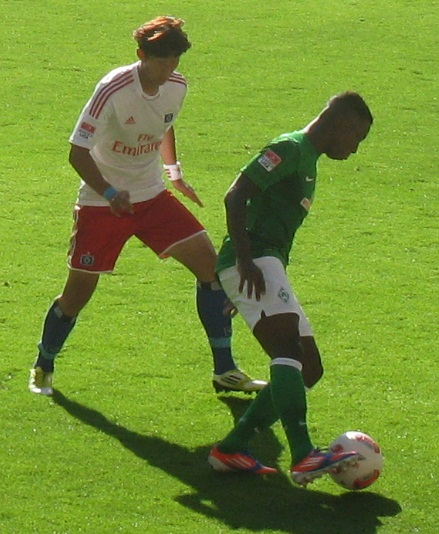
Son Heung-min trong màu áo Hamburg (áo trắng) đối đầu với Werder Bremen trong một trận đấu Nordderby

Ngày 12/05/2018 là ngày đen tối nhất của câu lạc bộ khi họ lần đầu tiên xuống hạng Buldesliga kể từ khi giải đấu thành lập. Điều này khiến cổ động viên của họ rất tức giận và đã gây loạn trên SVĐ Volksparkstadion. Rất nhiều pháo sáng được ném xuống sân khiến trận đấu cuối cùng của họ tại Bundesliga bị gián đoạn.

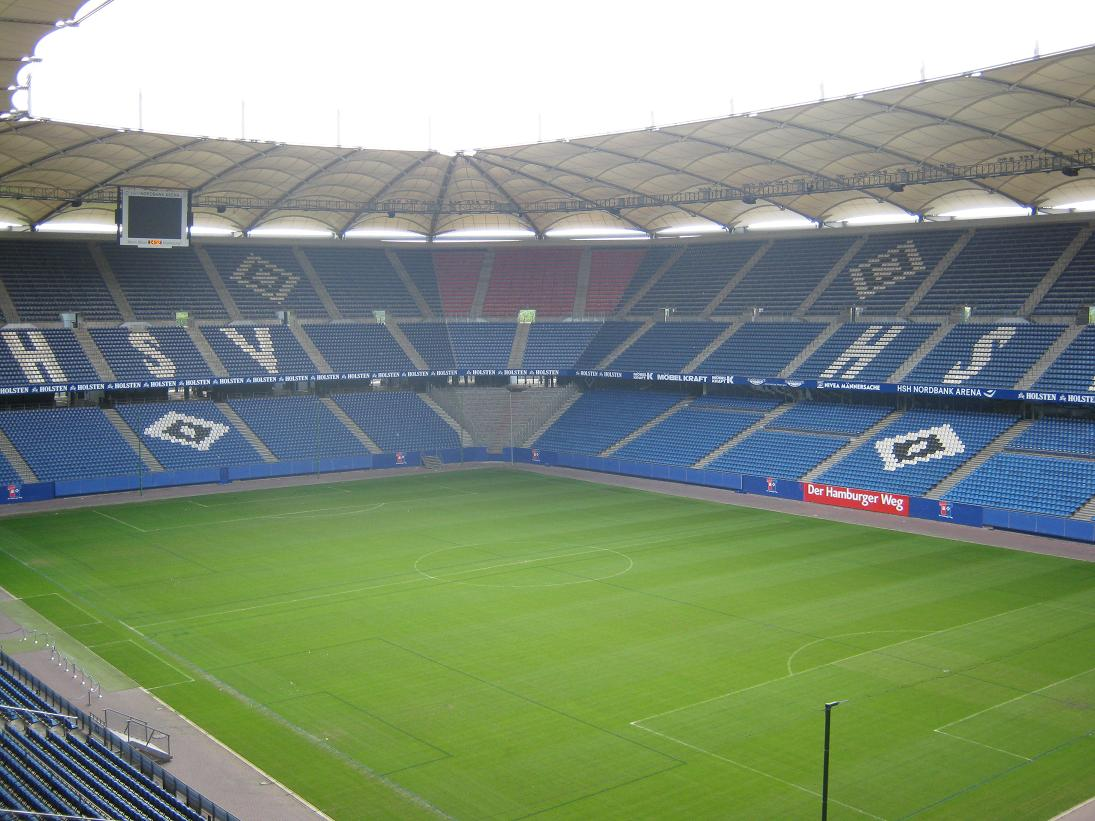
Sân vận động Volksparkstadion

## Thành tích

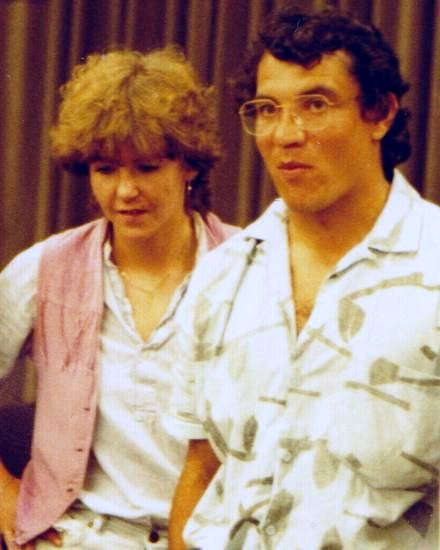
Felix Magath năm 1985

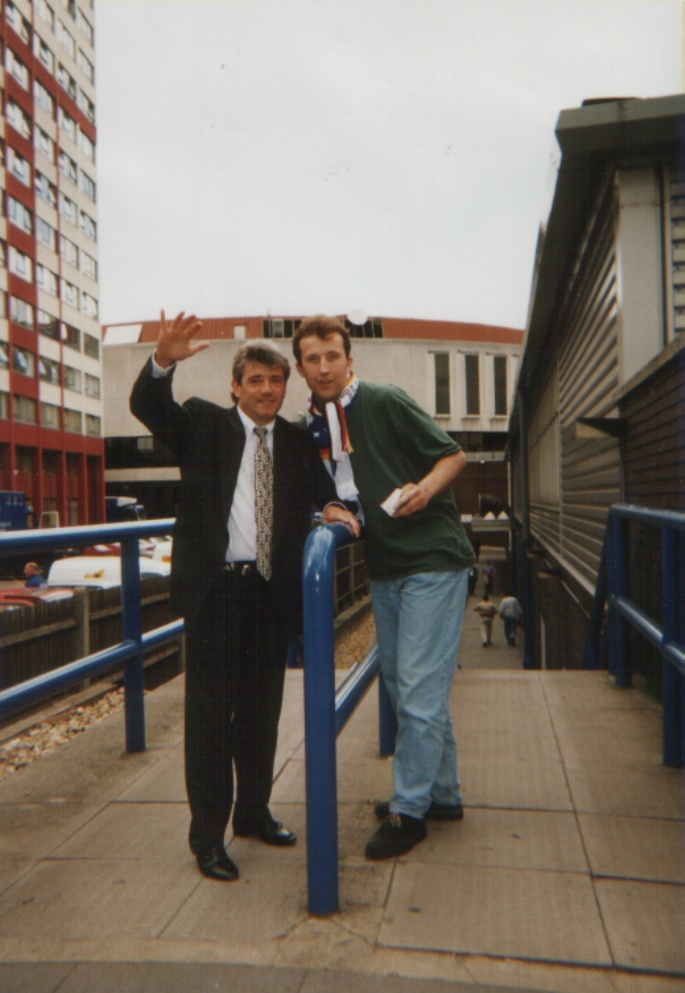
Kevin Keegan dự khán một trận đấu của HSV

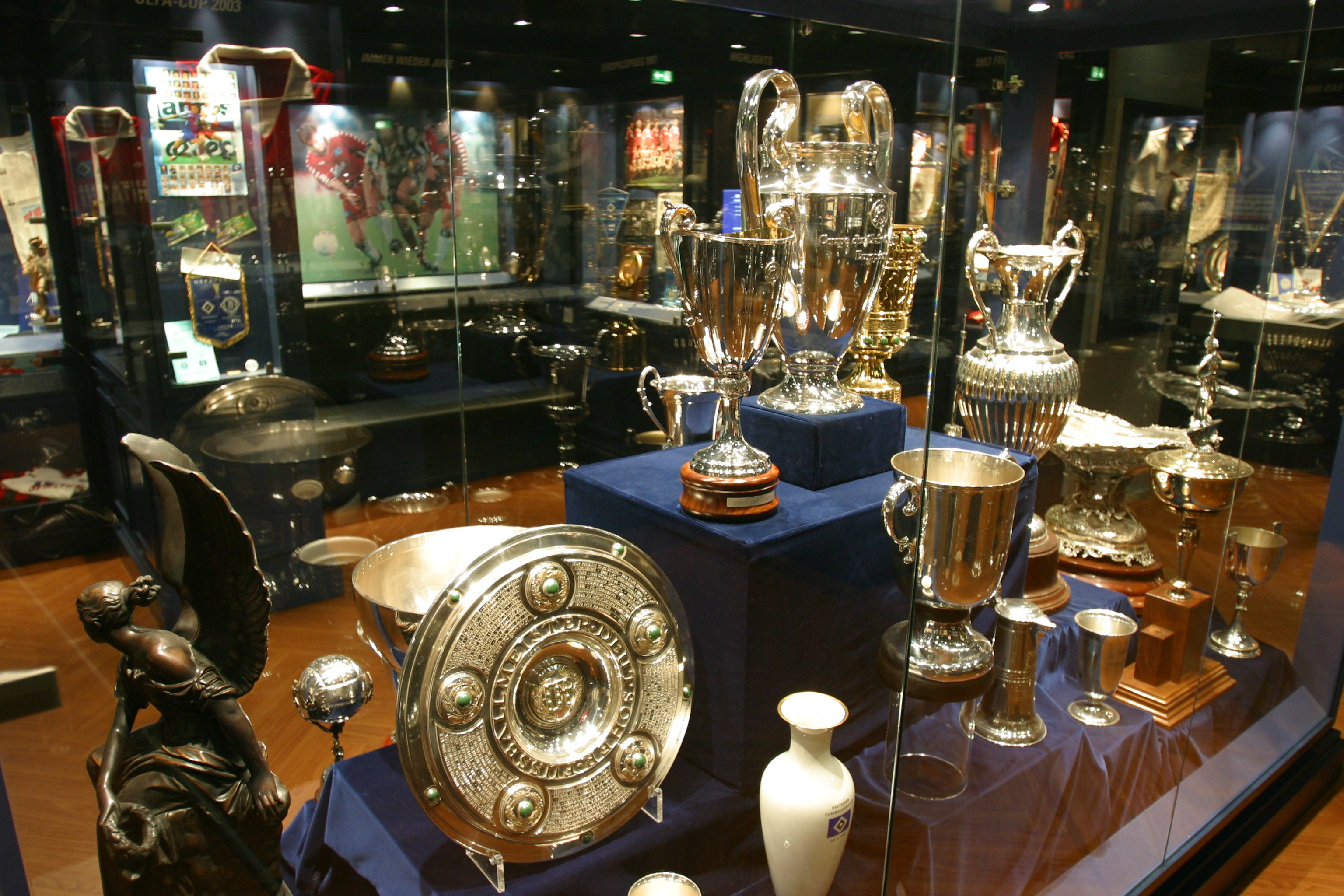
Phòng trưng bày danh hiệu của Hamburg

Quốc tế
- UEFA Champions League/Cúp C1

- Vô địch (1): 1982–83

- UEFA Cup Winners' Cup/Cúp C2

- Vô địch (1): 1976–77

- Tập tin:UEFA Cup (adjusted).png UEFA Cup / UEFA Europa League:

- Á quân (1): 1982

- Siêu Cúp châu Âu:

- Á quân (2): 1977, 1983

- Cúp Liên Lục Địa:

- Á quân (1): 1983

- UEFA Intertoto Cup:

- Vô địch (2): 2005, 2007

Quốc nội
- Bundesliga:

- Vô địch (6): 1922–23, 1927–28, 1959–60, 1978–79, 1981–82, 1982–83

- Cúp Quốc gia Đức:

- Vô địch (3): 1962–63, 1975–76, 1986–87

- Siêu Cúp Đức:

- Á quân (3): 1977, 1982, 1987

- German League Cup:

- Vô địch (2): 1972–73, 2003

Khu vực
- Northern German football championship
  - Vô địch (10): 1921, 1922, 1923, 1924, 1925, 1928, 1929, 1931, 1932, 1933
- Gauliga Nordmark
  - Vô địch (4): 1937, 1938, 1939, 1941
- Gauliga Hamburg
  - Vô địch (1): 1945
- Stadtliga Hamburg
  - Vô địch (1): 1946
- Championship of the British occupation zone
  - Vô địch (2): 1947, 1948
- Oberliga Nord
  - Vô địch (15): 1948, 1949, 1950, 1951, 1952, 1953, 1955, 1956, 1957, 1958, 1959, 1960, 1961, 1962, 1963

Khác
- Trofeo Santiago Bernabéu:
  - Vô địch (1): 1982
- Dubai Challenge Cup:
  - Vô địch (2): 2007, 2008
- Emirates Cup:
  - Vô địch (1): 2008
- T-Home Cup
  - Vô địch (1): 2009

## Thành tích châu Âu
| Danh hiệu             | P   | W  | D  | L  | Chú thích |
| --------------------- | --- | -- | -- | -- | --------- |
| UEFA Champions League | 43  | 19 | 9  | 15 | [ 2 ]     |
| UEFA Europa League    | 124 | 67 | 20 | 37 | [ 2 ]     |
| UEFA Super Cup        | 4   | 0  | 2  | 2  | [ 2 ]     |
| UEFA Cup Winners' Cup | 34  | 20 | 7  | 7  | [ 2 ]     |
| UEFA Intertoto Cup    | 26  | 15 | 7  | 4  | [ 2 ]     |

## Hamburger SV trong tạp chí Forbes
Hamburger SV là một trong những câu lạc bộ giàu có của Đức và châu Âu.
| Năm  | Xếp hạng   | Giá trị      | Giá trị đổi | Doanh thu    | Thu nhập    | Tỷ lệ thu nhập | Chú thích |
| ---- | ---------- | ------------ | ----------- | ------------ | ----------- | -------------- | --------- |
| 2004 | Not Ranked | Not Ranked   | Not Ranked  | Not Ranked   | Not Ranked  | Not Ranked     | [ 3 ]     |
| 2005 | Not Ranked | Not Ranked   | Not Ranked  | Not Ranked   | Not Ranked  | Not Ranked     | [ 4 ]     |
| 2006 | Not Ranked | Not Ranked   | Not Ranked  | Not Ranked   | Not Ranked  | Not Ranked     | [ 5 ]     |
| 2007 | 16         | $221 Million | NA          | $130 Million | $31 Million | NA             |           |
| 2008 | 17         | $293 Million | 32%         | $163 Million | $41 Million | 0%             | [ 6 ]     |
| 2009 | 15         | $330 Million | 13%         | $202 Million | $44 Million | 0%             | [ 7 ]     |
| 2010 | 14         | $329 Million | 0%          | $206 Million | $41 Million | 0%             | [ 8 ]     |

## Đội hình

### Đội hình hiện tại
Tính đến ngày 1 tháng 2 năm 2025
Ghi chú: Quốc kỳ chỉ đội tuyển quốc gia được xác định rõ trong điều lệ tư cách FIFA. Các cầu thủ có thể giữ hơn một quốc tịch ngoài FIFA.
| Số | VT | Quốc gia             | Cầu thủ                         |
| -- | -- | -------------------- | ------------------------------- |
| 1  | TM | Bồ Đào Nha           | Daniel Heuer Fernandes          |
| 2  | HV | Pháp                 | William Mikelbrencis            |
| 4  | HV | Đức                  | Sebastian Schonlau (đội trưởng) |
| 5  | HV | Bosna và Hercegovina | Dennis Hadzikadunic             |
| 6  | TV | Ba Lan               | Lukasz Poreba                   |
| 7  | TĐ | Pháp                 | Jean-Luc Dompe                  |
| 8  | TV | Libya                | Daniel Elfadli                  |
| 9  | TĐ | Đức                  | Robert Glatzel                  |
| 10 | TV | Suriname             | Immanuel Pherai                 |
| 11 | TĐ | Ghana                | Ransford-Yeboah Königsdörffer   |
| 12 | TM | Đức                  | Tom Mickel                      |
| 14 | TV | Hà Lan               | Ludovit Reis (đội phó)          |
| 16 | TM | Scotland             | Adedire Mebude                  |
| 17 | TV | Cộng hòa Séc         | Adam Karabec                    |
| 18 | TV | Gambia               | Bakery Jatta                    |
| 19 | TM | Đức                  | Matheo Raab                     |

| Số | VT | Quốc gia | Cầu thủ            |
| -- | -- | -------- | ------------------ |
| 20 | TV | Đức      | Marco Richter      |
| 22 | HV | Pháp     | Aboubaka Soumahoro |
| 23 | TV | Đức      | Jonas Meffert      |
| 27 | TĐ | Đức      | Davie Selke        |
| 28 | HV | Thụy Sĩ  | Miro Muheim        |
| 29 | TV | Kosovo   | Emir Sahiti        |
| 30 | HV | Thụy Sĩ  | Silvan Hefti       |
| 33 | HV | Đức      | Noah Katterbach    |
| 37 | HV | Kosovo   | Valon Zumberi      |
| 40 | TM | Đức      | Hannes Hermann     |
| 44 | HV | Croatia  | Mario Vušković     |
| 45 | TĐ | Đức      | Fabio Baldé        |
| 47 | HV | Đức      | Nicolas Olivera    |
| 48 | TV | Đức      | Bilal Yalcinkaya   |
| 49 | TĐ | Đức      | Otto Stange        |

### Cầu thủ cho mượn
Ghi chú: Quốc kỳ chỉ đội tuyển quốc gia được xác định rõ trong điều lệ tư cách FIFA. Các cầu thủ có thể giữ hơn một quốc tịch ngoài FIFA.
| Số | VT | Quốc gia | Cầu thủ |
| -- | -- | -------- | ------- |

## Sân vận động
Hamburg đang chơi trên sân AOL Arena (47.000 chỗ ngồi/10.000 chỗ đứng). Đây là một trong những sân vận động 5 sao của UEFA, nơi có thể dùng để tổ chức các trận đấu chung kết của Cúp UEFA và UEFA Champions League. Sân cũng là một trong những sân đăng cai các trận đấu của World Cup 2006.